# Dobivanje energije osmozom
Dobivanje energije osmozom je proces dobivanja električne energije temeljen na procesu osmoze.

## Princip rada
Elektrane koje rade na principu osmoze posjeduju dva vodena spremnika ispunjena vodom različitog stupnja saliniteta. Zbog razlike koncentracije natrijevog klorida između dva spremnika ispunjenih tekućinom dolazi do pojave osmoze. Koncentracija natrijevog klorida u odvojenim spremnicima teži izjednačavanju te stoga slatka voda počinje, kroz polupropusnu membranu koja osigurava jednosmjeran tok vode, protjecati u spremnik sa slanom vodom. Pritisak, koji se javlja u spremniku slane vode, jednak je pritisku na dubini od 120 metara pod morem te ga je moguće iskoristiti za pogon turbine u generatoru. Tehnologija dobivanja energije osmozom u potpunosti se temelji na obnovljivim izvorima.

## Povijest
Koncept je tijekom 70-ih razvio profesor Sidney Loeb u SAD-u, međutim ozbiljan razvoj nije planiran zbog niske cijene električne energije. Zasluge za daljnji razvoj tijekom 80-ih pripadaju istraživačima SINTEF-a dr. Thor Thorsenu i dr. Torleif Holtu koji su 1996. g. koncept prezentirali norveškoj tvrtci Statkraft.
Norveška princeza Mette-Marit 24. studenog 2009. otvara prvi prototip osmotske elektrane u Toftu, Norveška. Instalirana snaga prototipa elektrane iznosi 10 kWh i primarna svrha prototipa je daljnje istraživanje i razvoj tehnologije. Glavna prepreka do potpune komercijalne elektrane je relativno niska učinkovitost polupropusne membrane koja trenutno iznosi 1 W po kvadratnom metru, cilj istraživača je dosegnuti učinkovitost od 5 W po kvadratnom metru te očekuju da će potpuna komercijalna elektrana biti u pogonu do 2015.

## Globalni potencijal
Osmotske elektrane moguće je graditi svugdje gdje se susreću slatka i slana voda. Energija proizvedena u osmotskim elektranama u potpunosti je obnovljiva i bez emisija štetnih plinova, te je kao takva u potpunosti neutralna prema okolišu. Godišnji svjetski potencijal osmotske energije procjenjen je na 1600-1700 TWh, što je otprilike polovica godišnje proizvodnje energije u Europskoj uniji.